# Egue
Egue es un despoblado que actualmente forma parte del concejo de Adana, que está situado en el municipio de San Millán, en la provincia de Álava, País Vasco (España).

## Localización
Estaba situado entre los concejos de Adana, Acilu y Jáuregui, el primero del municipio de San Millán y los otros dos del municipio de Iruraiz-Gauna.

## Toponimia
A lo largo de los siglos ha sido conocido con los nombres de Egue, Egüe, Elguea, Elkea y San Juan de Elguea.

## Historia
Documentado desde el 1085, se desconoce cuándo se despobló. 